# Decomposição de Dantzig-Wolfe

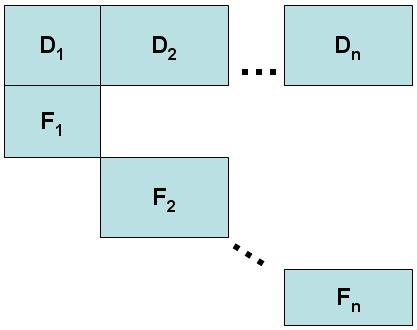
Matriz mostrando a estrutura angular com blocos independentes lincados por equações acopladas

O princípio da decomposição de Dantzig-Wolfe, originalmente desenvolvida pelos matemáticos norte-amercianos George Dantzig e Phil Wolfe, foi publicado em 1960 dando início a um intenso trabalho de pesquisa na área de programação matemática em larga escala. Este procedimento é mais adequado quando aplicado à problemas lineares cuja matriz de coeficientes tem uma estrutura angular, isto é, um ou mais blocos independentes lincados por equações acopladas.
Ele opera formando um ``problema mestre`` equivalente, com poucas linhas, mas com número muito maior de colunas. Este problema é então resolvido sem tabular todas as colunas, gerando elas sempre que o método simplex precisa, usando uma tecnica conhecida com geração de coluna.
O algoritmo envolve iterações entre um conjunto de subproblemas cujo função objetivo contém parâmetros variáveis  e um problema mestre.
O subproblema recebe um conjunto de parâmetros do problema mestre e então envia suas soluções para o problema mestre, que combina esta solução com a solução anterior e computa novos parâmetros.